# Slip of the Tongue
| Recensione       | Giudizio |
| ---------------- | -------- |
| AllMusic         |          |
| Robert Christgau | D        |
| Rolling Stone    |          |

Slip of the Tongue è l'ottavo album in studio del gruppo musicale britannico Whitesnake, pubblicato nel novembre del 1989. Ha raggiunto il decimo posto sia della Billboard 200 negli Stati Uniti che della Official Albums Chart nel Regno Unito.
Nel 2009, in occasione del ventennale dall'uscita dell'album, è stata lanciata un'edizione speciale comprendente il disco originale rimasterizzato (con lista tracce leggermente alterata e l'aggiunta di alcuni lati B) più un DVD bonus con video musicali e performance dal vivo.

## Il disco

### Produzione
Durante il tour di supporto all'album precedente, l'enorme successo Whitesnake, il chitarrista Vivian Campbell decise di lasciare il gruppo per dedicarsi ad altri progetti. Nonostante l'abbandono di Campbell, il cantante David Coverdale e l'altro chitarrista Adrian Vandenberg decisero comunque di avviare il processo di composizione per il nuovo disco. Alcune canzoni, come la title track, erano già state scritte durante il tour precedente e completate da Coverdale a Bora Bora.
Prima dell'inizio delle registrazioni, Adrian Vandenberg subì un serio infortunio al polso, che gli rendeva impossibile suonare senza provare enorme dolore. Dopo aver aspettato il più a lungo possibile la guarigione del compagno, Coverdale non ebbe altra scelta che trovare un nuovo chitarrista per completare l'album. La scelta ricadde su Steve Vai, musicista di fama mondiale che in precedenza aveva militato nelle band di Frank Zappa e David Lee Roth. Coverdale non conosceva il lavoro svolto da Vai con Zappa e Roth, ma aveva notato il chitarrista nel film Mississippi Adventure del 1986. Adrian Vandenberg ha rivelato anni dopo di ritenere il virtuoso modo di suonare la chitarra di Vai leggermente inadeguato per lo stile degli Whitesnake, e che un approccio più bluesy avrebbe reso l'album migliore.
Coverdale chiese al suo vecchio amico e compagno di band nei Deep Purple, Glenn Hughes, di raggiungere gli studi e registrare alcune parti vocali. Sfortunatamente ai tempi, a causa dei suoi problemi con la droga, Hughes non era in condizione di cantare adeguatamente. La maggior parte dei cori dell'album vennero per cui registrati da Tommy Funderburk e Richard Page, anche se il contributo di Hughes rimane ascoltabile all'interno di tre brani. Per le parti di tastiera venne nuovamente chiamato il turnista Don Airey, accompagnato stavolta da David Rosenthal, ma come successo per Hughes, diverso materiale registrato da loro venne tagliato dalla versione finale del disco.

### Pubblicazione
L'album venne pubblicato sul finire del 1989. Adrian Vandenberg venne comunque accreditato alla chitarra insieme a Steve Vai nelle note dell'album, nonostante non abbia potuto prender parte alle registrazioni. Entrambi i chitarristi compariranno nel tour promozionale dell'album e nei vari video musicali. In maniera simile a quanto successo con Here I Go Again, il primo singolo estratto fu una nuova versione del brano Fool for Your Loving, originariamente registrato con una formazione diversa per l'album Ready an' Willing nel 1980.
Nonostante discrete posizioni in classifica, il disco non riuscì a bissare l'enorme successo del precedente e ricevette alcune critiche, la maggior parte delle quali accusarono gli Whitesnake di essersi troppo allontanati dal loro sound originale. David Coverdale stesso ha definito l'album come uno dei peggiori nel catalogo della band, anche se ha ammesso di averlo in parte rivalutato nel corso degli anni.
Dopo aver concluso il tour mondiale più lungo della loro carriera, gli Whitesnake si sciolsero sul finire del 1990 per volere di Coverdale, intenzionato a prendersi una lunga pausa dal mondo della musica. Tuttavia il cantante darà vita poco dopo al progetto Coverdale•Page insieme al chitarrista Jimmy Page.

## Tracce
Testi e musiche di David Coverdale e Adrian Vandenberg, eccetto dove indicato.
1. Slip of the Tongue – 5:20
2. Cheap an' Nasty – 3:28
3. Fool For Your Loving '89 – 4:11 (Coverdale, Bernie Marsden, Micky Moody)
4. Now You're Gone – 4:12
5. Kittens Got Claws – 5:02
6. Wings of the Storm – 5:01
7. The Deeper the Love – 4:22
8. Judgement Day – 5:16
9. Slow Poke Music – 3:59
10. Sailing Ships – 6:05

### 20th Anniversary Edition
1. Slip of the Tongue – 5:20
2. Judgement Day – 5:16
3. Fool For Your Loving '89 – 4:11 (Coverdale, Marsden, Moody)
4. Now You're Gone – 4:12
5. Kittens Got Claws – 5:02
6. Cheap an' Nasty – 3:28
7. The Deeper the Love – 4:22
8. Slow Poke Music – 3:59
9. Wings of the Storm – 5:01
10. Sailing Ships – 6:05
11. Sweet Lady Luck – 4:37
12. Now You're Gone (Remix) – 4:07
13. Fool for Your Loving (Vai Voltage Mix) – 4:17 (Coverdale, Marsden, Moody)
14. Judgement Day – 5:38 – Versione dal vivo estratta da Live... In the Shadow of the Blues
15. Slip of the Tongue – 5:41 – Versione dal vivo estratta da Live at Donington 1990
16. Kittens Got Claws – 4:58 – Versione dal vivo estratta da Live at Donington 1990

DVD bonus
1. Fool for Your Loving '89 – Video musicale
2. Now You're Gone – Video musicale
3. The Deeper the Love – Video musicale
4. The Deeper the Love – Versione dal vivo estratta da Starkers in Tokyo
5. Sailing Ships – Versione dal vivo estratta da Starkers in Tokyo
6. Judgement Day – Versione dal vivo estratta da Live... In the Still of the Night
7. Slip of the Tongue – Versione dal vivo estratta da Live at Donington 1990
8. Kittens Got Claws – Versione dal vivo estratta da Live at Donington 1990

## Formazione
- David Coverdale – voce
- Steve Vai – chitarre
- Adrian Vandenberg – chitarre (accreditato nonostante non abbia preso parte alle registrazioni)
- Rudy Sarzo – basso
- Tommy Aldridge – batteria

### Altri musicisti
- Don Airey – tastiere
- David Rosenthal – tastiere
- Glenn Hughes, Tommy Funderburk, Richard Page – cori
- Rick Seratte, tastiera

### Produzione
- Mike Clink e Keith Olsen – produzione
- Keith Olsen – missaggio
- Greg Fulginiti – mastering
- John Kalodner – A&R
- Hugh Syme – copertina

## Classifiche
| Classifica (1989-2021) | Posizione massima |
| ---------------------- | ----------------- |
| Australia              | 39                |
| Austria                | 29                |
| Canada                 | 18                |
| Finlandia              | 2                 |
| Germania               | 19                |
| Giappone               | 12                |
| Grecia                 | 12                |
| Norvegia               | 9                 |
| Nuova Zelanda          | 35                |
| Paesi Bassi            | 43                |
| Regno Unito            | 10                |
| Stati Uniti            | 10                |
| Svezia                 | 11                |
| Svizzera               | 11                |